# Kościół św. Katarzyny Aleksandryjskiej i św. Małgorzaty w Krakowie

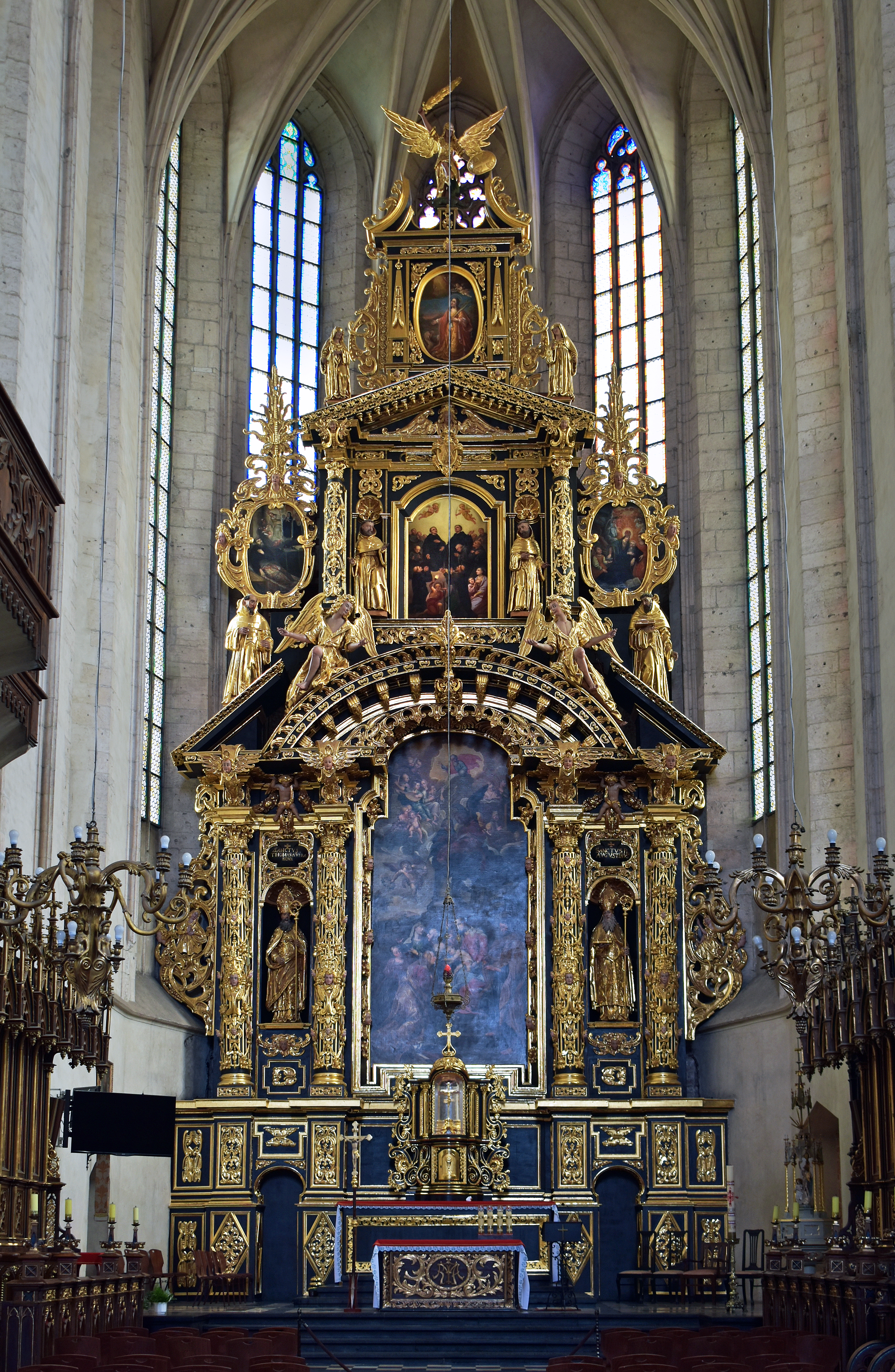
Ołtarz główny.

Kościół św. Katarzyny Aleksandryjskiej i św. Małgorzaty – zabytkowy kościół rzymskokatolicki wraz z klasztorem oo. Augustianów Eremitów znajdujący się w Krakowie, w dzielnicy I Stare Miasto przy ul. Augustiańskiej 7–9, na Kazimierzu. Konwent augustianów i kościół mieszczą się między ulicami Skałeczną, Augustiańską, Paulińską oraz Skałką.
Kościół jest jednym z najlepszych przykładów średniowiecznej kamieniarki w Polsce. Smukła i strzelista sylwetka świątyni, różnorodność form i detalu architektonicznego, bogactwo pamiątek średniowiecznych wyróżniają ten zespół w europejskim budownictwie z czasów dojrzałego gotyku.

## Historia
Powstanie tego zespołu klasztornego w powstającym właśnie mieście Kazimierz związane jest ze sprowadzeniem przez Kazimierza Wielkiego z Pragi augustianów. Miało to miejsce w 1342 – z tą datą wiąże się rozpoczęcie budowy zespołu klasztornego, a dokładniej wschodniego ramienia klasztoru z kaplicami św. Tomasza i św. Doroty. Król chciał, aby założone przez niego nowe miasto Kazimierz prócz kościoła parafialnego pw. Bożego Ciała posiadało nowy kościół, równie piękny, jak świątynie sąsiedniego wówczas Krakowa. Było to pokłosie konfliktów radców krakowskich z ojcem monarchy, Władysławem Łokietkiem. W 1378 zostało konsekrowane przez biskupa krakowskiego Jana Bodzantę prezbiterium kościoła. Najstarszą w zespole nawę południową z bardzo bogatą dekoracją, fragment ściany zachodniej oraz wschodnią cześć nawy północnej wzniósł inny warsztat niż warsztat kontynuujący prace nad nawą północną w okresie późniejszym. Budowa korpusu nawowego trwała potem długie lata (zasadniczo prace zakończono w 1426), a jej realizacja zupełnie odbiegała od zamierzonej koncepcji, co wykorzystał około 1404 Ścibor ze Ściborzyc, fundując na miejscu pierwotnego przęsła zachodniego kaplicę św. Moniki. W 1443 wskutek trzęsienia ziemi runęło sklepienie nawy – odbudowywano je do 1505. Na rok 1448 datuje się ukończenie budowy nawy południowej i kruchty, której inicjatorami byli ród Lanckorońskich oraz biskup Zbigniew Oleśnicki. Z XV stulecia pochodzi wolnostojąca dzwonnica.
W XVI w. kościół nawiedziły kolejne kataklizmy – powódź w 1534 oraz pożar w 1556. Z kolei w trakcie potopu szwedzkiego urządzono tutaj lazaret. Mimo tych przeciwności losu, w 1634, na miejscu poliptyku augustiańskiego (znajdującego się obecnie w Galerii Sztuki Dawnej Polski Muzeum Narodowego w Krakowie), wzniesiono obecny wczesnobarokowy ołtarz główny, zaś w 1766 kaplicę bł. Izajasza Bonera.

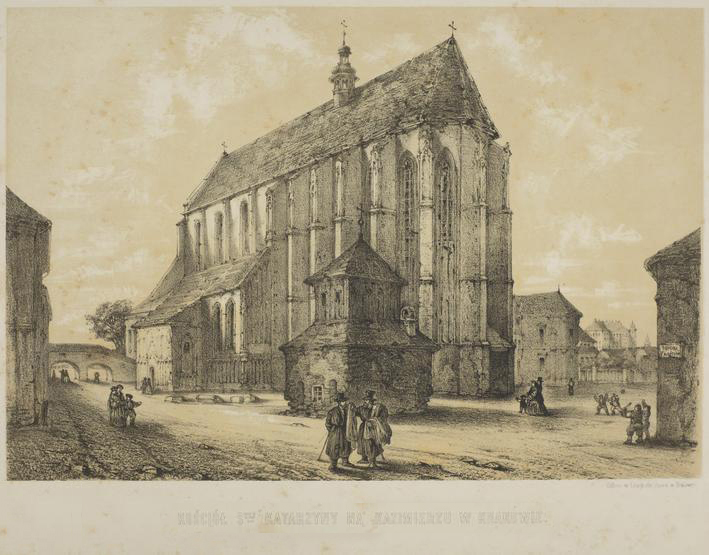
Kościół św. Katarzyny – litografia Jędrzeja Brydaka – XIX w.

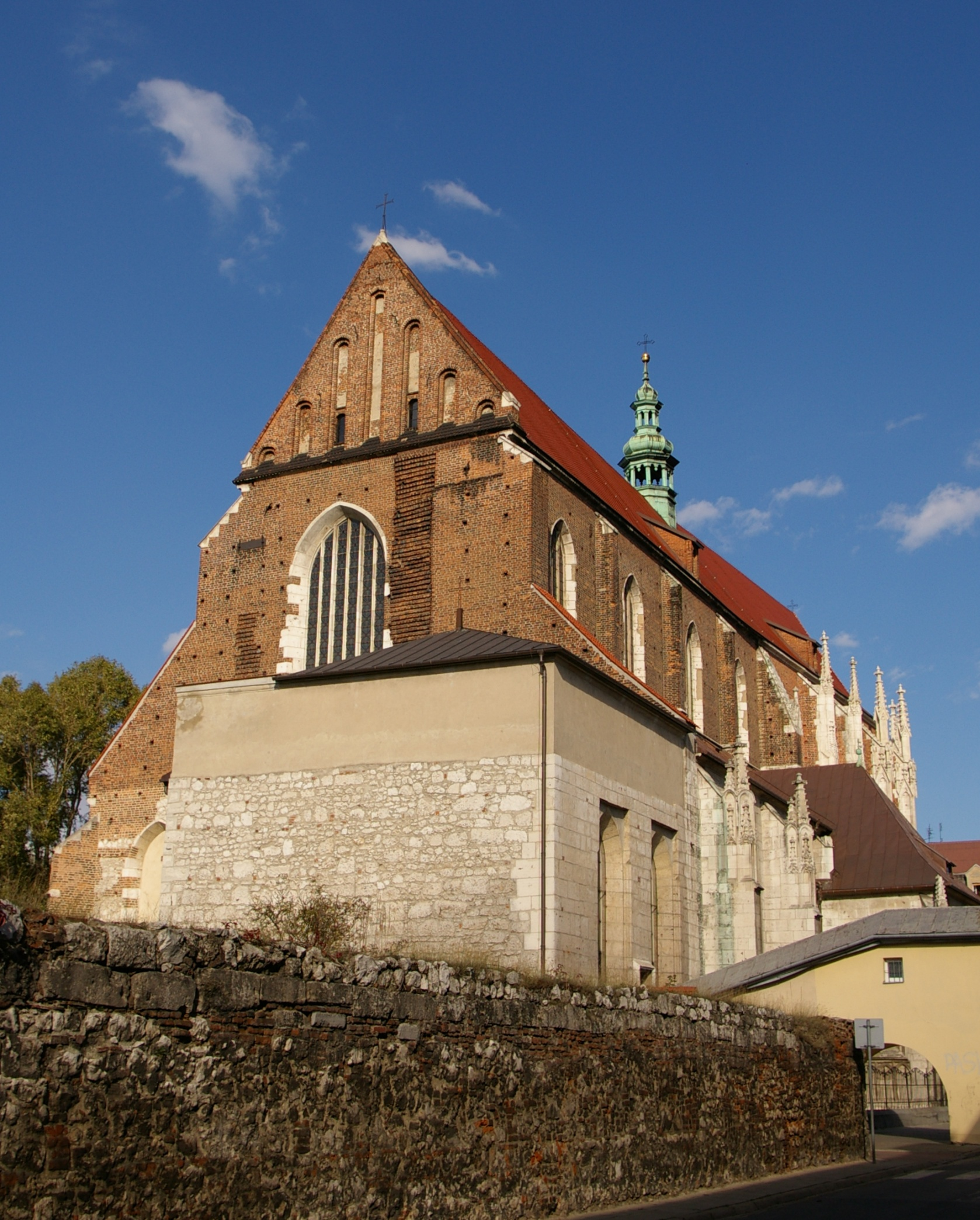
Widok od zachodu

Lata zaborów dla kościoła były najcięższymi; jeszcze w 1786 r. dotknęło go kolejne trzęsienie ziemi (3 grudnia około godz. 18:00; doszło do zarysowania sklepienia). Wkrótce potem Austriacy, którzy przejęli władzę w Krakowie, dokonali kasaty zakonu (powrócił tu w 1814), zamienili kościół na skład broni, a następnie na magazyn słomy i siana. Stan kościoła był na tyle tragiczny, że w 1827 Senat Wolnego Miasta Krakowa zamierzał go zburzyć. Interwencja biskupa Skórkowskiego oraz prezesa Senatu Kaspra Wielogłowskiego i następnie utworzenie w 1833 komitetu odnowy kościoła spowodowały, że zespół ten nie podzielił losu wielu zburzonych w tym okresie zabytków. Odnową kierowali Karol Knaus i Karol Kremer.
W okresie międzywojennym przez pewien czas w budynkach klasztornych funkcjonowała bursa studencka. Podczas okupacji hitlerowskiej niemal wszystkich zakonników wywieziono do obozów koncentracyjnych. W 1942 został kościołem parafialnym. W okresie komunistycznym rozwiązano w Polsce zakon augustianów, który został reaktywowany w Krakowie dopiero w 1993 roku. Od lat 70. są prowadzone kolejne prace konserwatorskie (m.in. odkryto kilka fragmentów polichromii z przedstawieniem św. Jana Ewangelisty).

## Architektura i wnętrze
Jest to kościół trójnawowy, bazylikowy, bezwieżowy, bez transeptu.

### Prezbiterium
Pięcioprzęsłowe prezbiterium, zakończone jest pięciobocznie; nakryte jest późnogotyckim sklepieniem gwiaździstym sprawionym po trzęsieniu ziemi w 1443 roku z fundacji Jana z Bobrka Ligęzy (herb Ligęzów – Półkozic znajduje się na zwornikach). Na łuku tęczy znajduje się XVII-wieczny krucyfiks otoczony aniołami dzierżącymi narzędzia męki pańskiej (rzeźby wykonane w okresie II wojny światowej przez Karola Muszkieta). Wzdłuż ścian ustawiono stalle w stylu neogotyckim oraz ganek muzyczny z 2 poł. XIX wieku.

#### Ołtarz główny

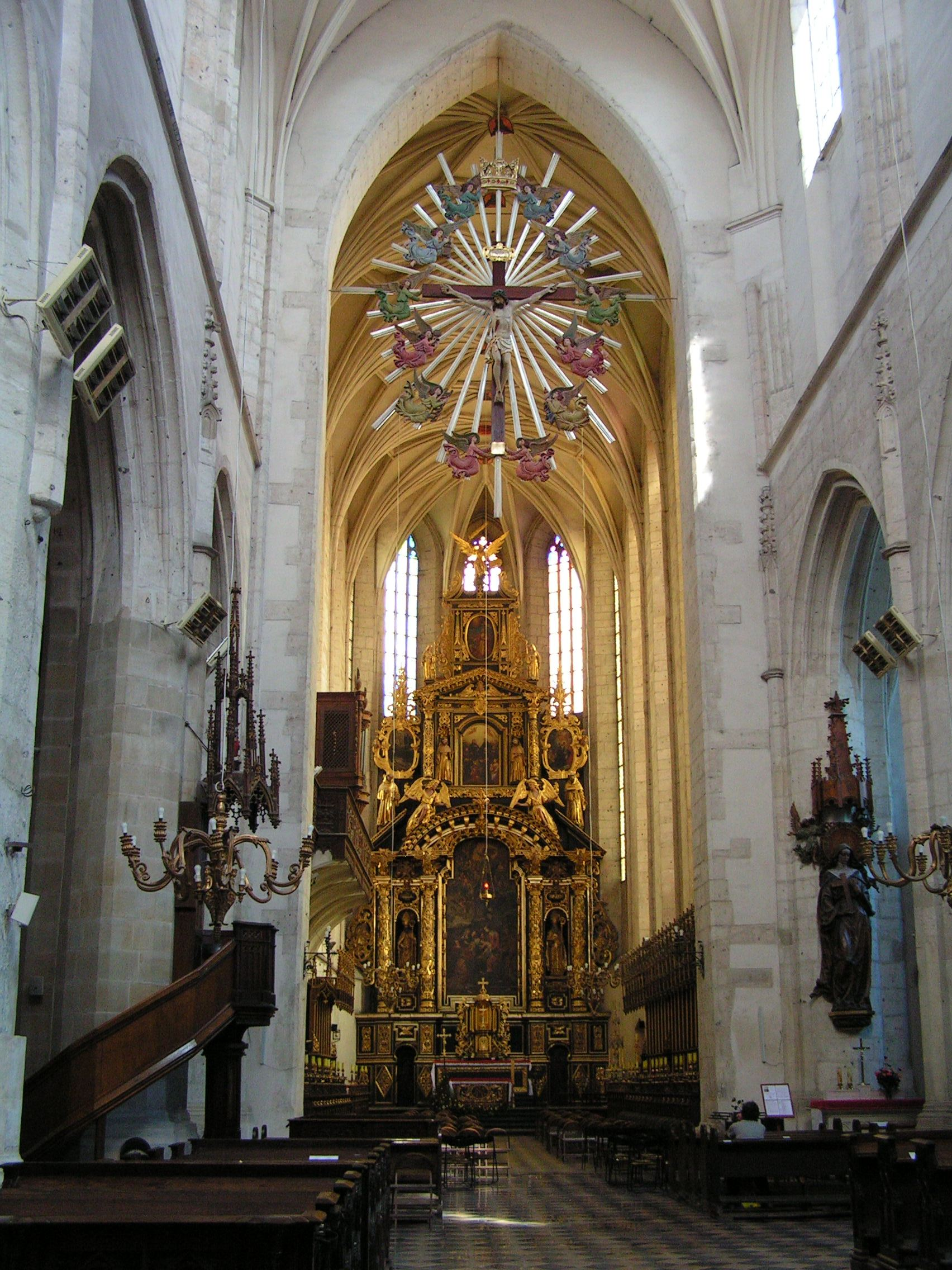
Nawa główna z widokiem na prezbiterium i ołtarz główny

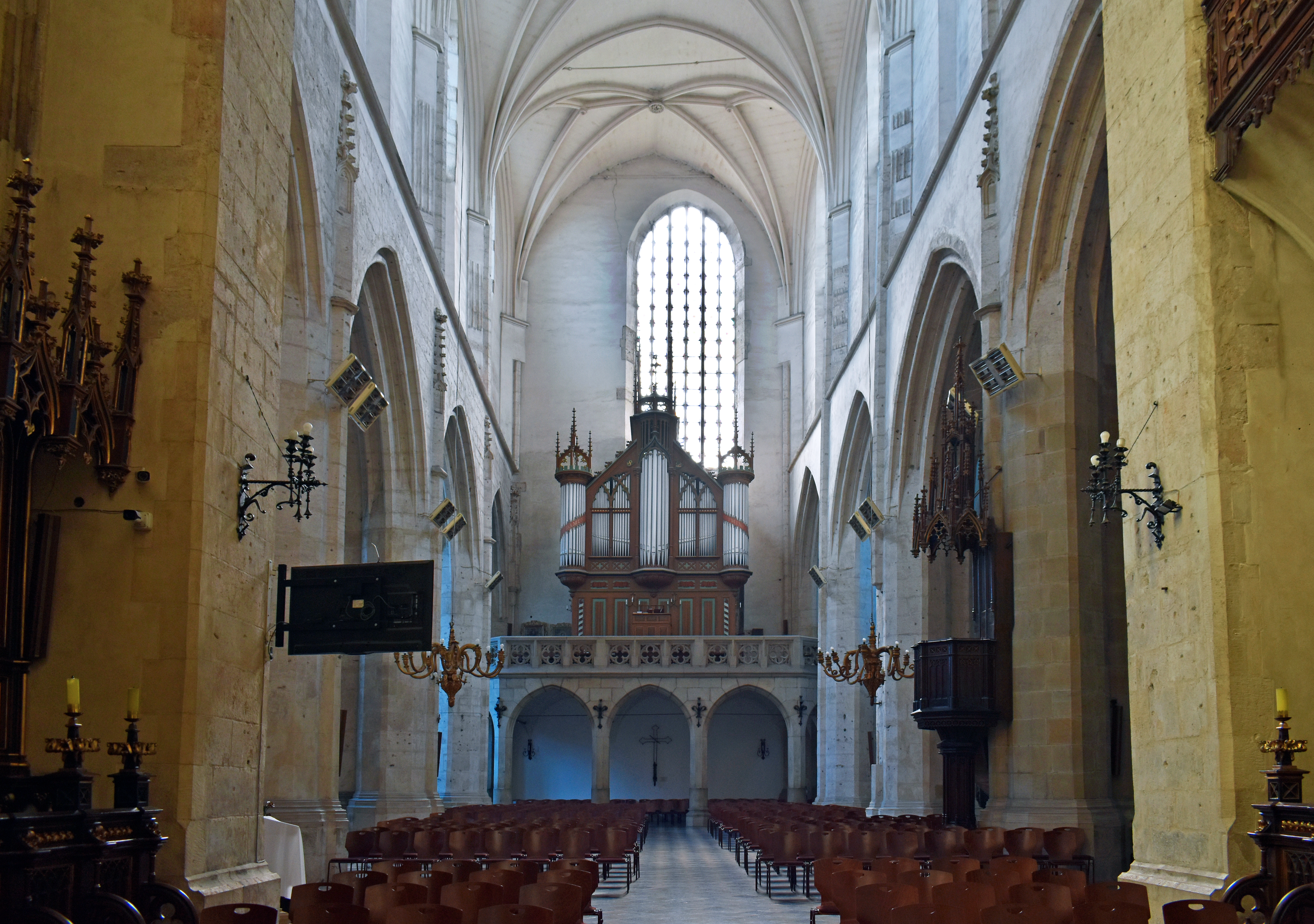
Chór i organy.

Trójkondygnacyjny barokowy ołtarz główny wykonano w roku 1634 z fundacji przeora Stanisława Starczowskiego. W środkowym polu umieszczono obraz przedstawiający Mistyczne zaślubiny św. Katarzyny pędzla Andrzeja Wenesty (z roku 1674, namalowany na podstawie ryciny Paula Pontiusa według obrazu van Dycka). Obraz ufundował Maciej Kazimierz Treter, burmistrz miasta.

### Korpus nawowy
Korpus nawowy ma jedynie cztery przęsła, co jest efektem zaniechania budowy planowanego przęsła piątego. Obecne sklepienie nawy głównej kościoła pochodzi z XIX wieku i jest drewnianą imitacją poprzedniego, zniszczonego w czasie trzęsienia ziemi.

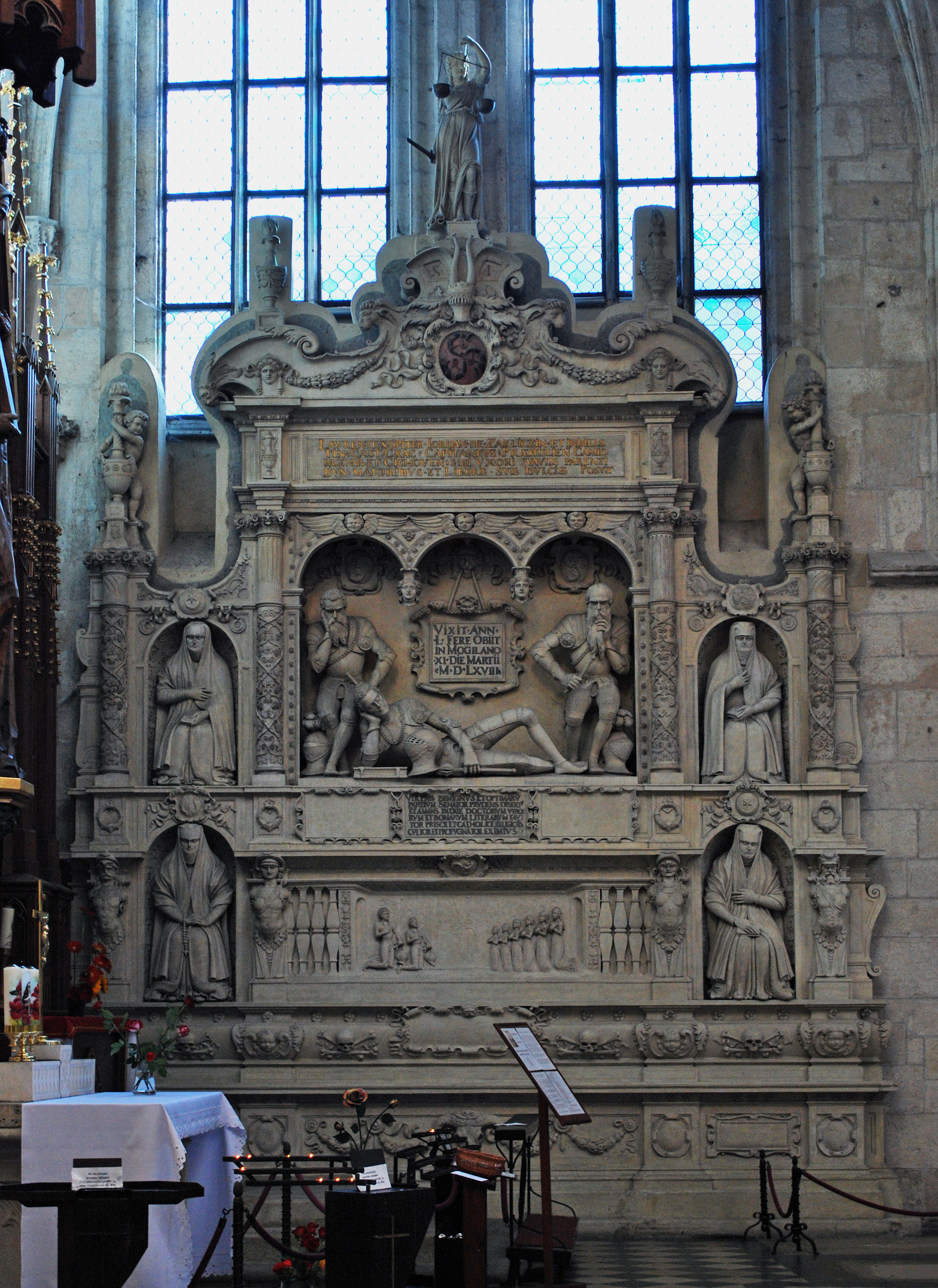
Nagrobek Spytka Jordana

Wyposażenie kościoła jest bardzo skromne, co podkreśla czystość linii architektonicznych. Najcenniejszym dziełem sztuki jest znajdujący się w nawie południowej późnorenesansowy (ok. 1603) nagrobek Wawrzyńca Spytka Jordana, pochodzący z warsztatu Santiego Gucciego. W nawie południowej znajdują się ponadto renesansowy (ok. 1588) obraz alegoryczny Koło Śmierci, a także przedstawienie Matki Boskiej Kotwicznej. W nawie północnej wisi cykl barokowych obrazów augustiańskich autorstwa Zachariasza Dzwonowskiego, ucznia Tomasza Dolabelli.

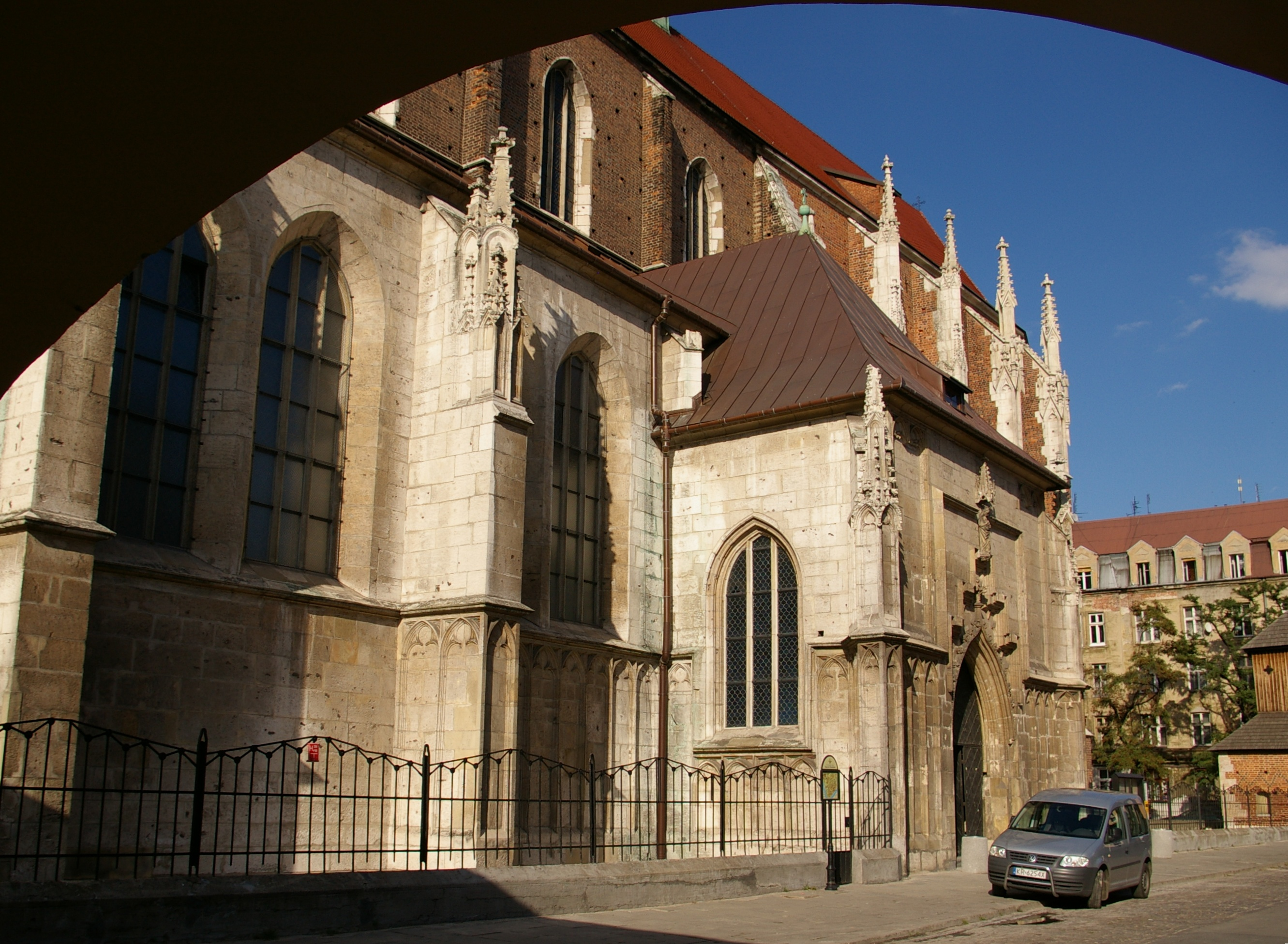
Kruchta

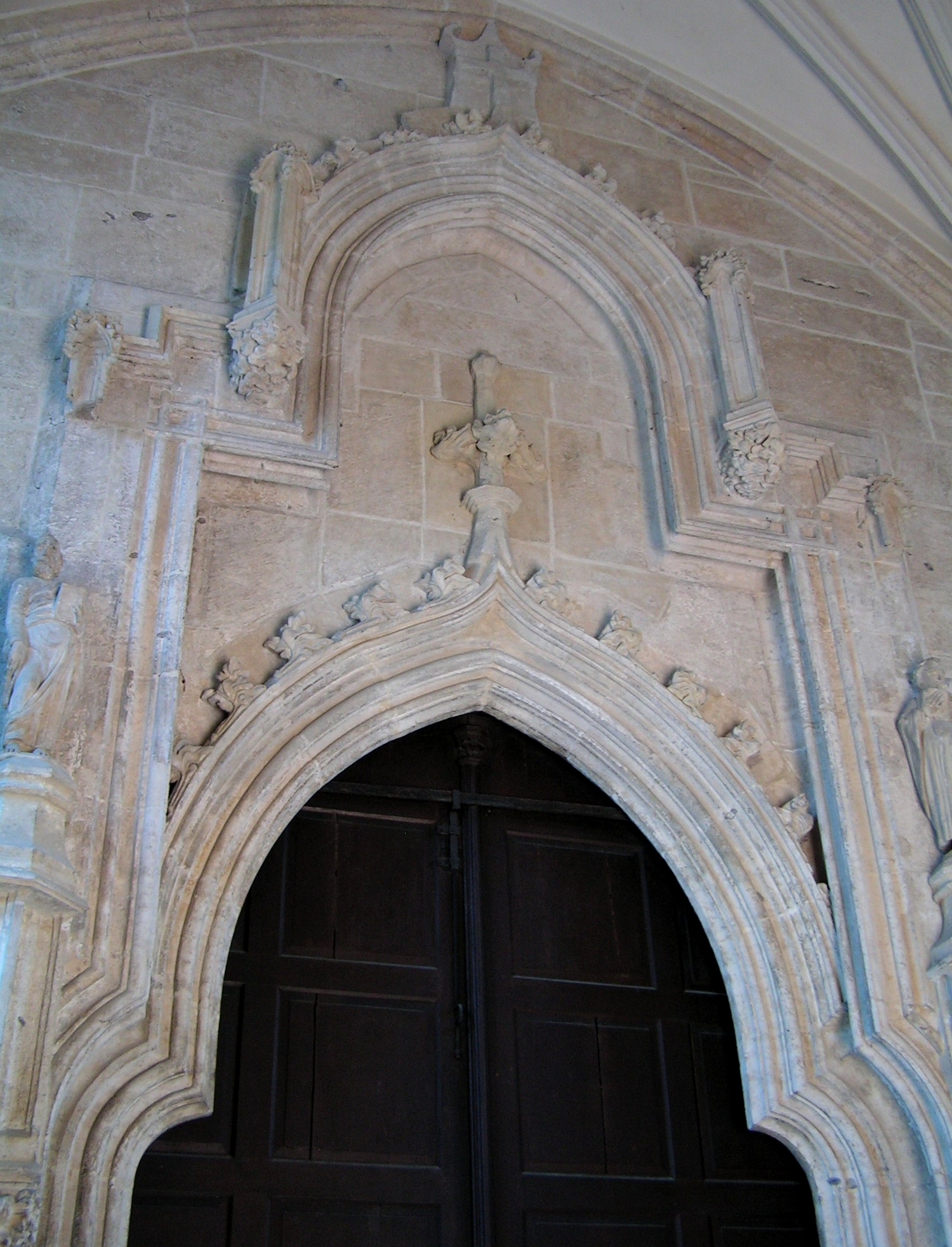
Portal w kruchcie

W kościele znajduje się dwoje cennych XIX-wiecznych organów. Mniejsze (9–głosowe), na emporze w prezbiterium, zostały ukończone w 1867 przez krakowskiego organmistrza Ignacego Wojciechowskiego, większe (28-głosowe), na emporze zachodniej w szafie zaprojektowanej przez Karola Knausa są ukończonym w 1896 dziełem lwowskiego organmistrza Jana Śliwińskiego. Od południa przylega do kościoła późnogotycka kruchta z dwoma portalami o bogatej kamiennej dekoracji rzeźbiarskiej.

### Kaplicaśw. Moniki
Gotycka, surowa kaplica św. Moniki przylega do nawy od strony zachodniej. Została wzniesiona około 1402–1422 z fundacji Ścibora ze Ściborzyc jako kaplica grobowa. Od początku XVI wieku była nazywana kaplicą Węgierską. Nakryta gotyckim sklepieniem wspartym na ośmiobocznym filarze. Od 1727 roku kaplica służy jako oratorium dla sióstr augustianek – posiadają one dom zakonny po drugiej stronie ul. Skałecznej, połączony z tą kaplicą krytym gankiem nad ulicą (wybudowanym w 1728). Przed wejściem do kaplicy znajduje się obraz Matki Boskiej Kotwicznej z 1647 roku. Przy zachodniej ścianie kaplicy znajduje się manierystyczny ołtarz z ok. 1630 roku z figurą Matki Bożej; przy ścianie północnej m.in. barokowo-klasycystyczny ołtarz z obrazem Matki Boskiej Dobrej Rady (Leopold Nowotny, 1861) oraz obrazy Wizja św. Moniki i Modlitwa św. Moniki. W kaplicy znajdują się 5-głosowe organy wybudowane w 1880 roku przez Jana Śliwińskiego.

## Klasztor

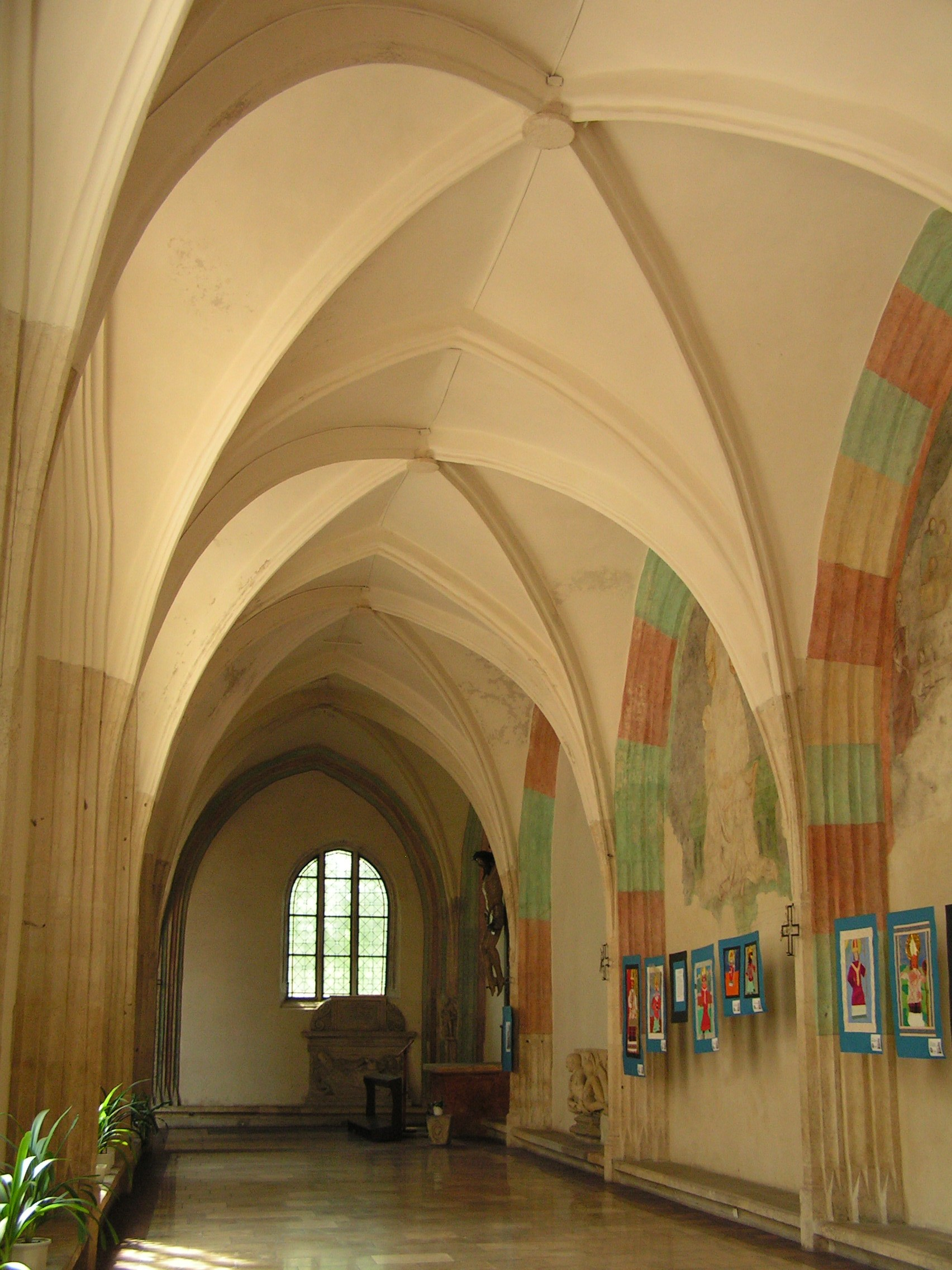
Krużganki klasztoru

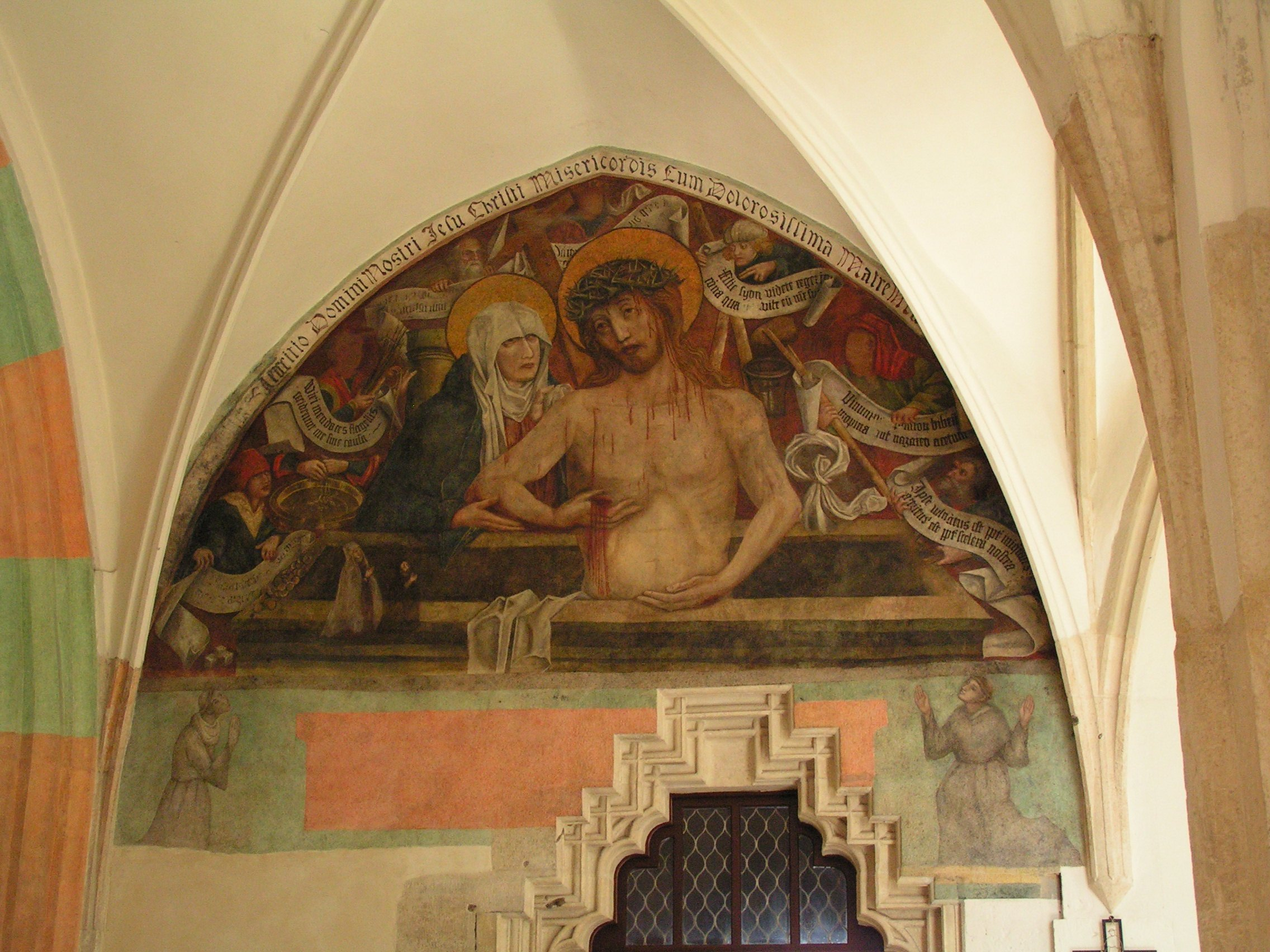
Misericordia Domini na krużgankach

Od północy sąsiaduje z kościołem gotycki klasztor augustianów z wirydarzem i krużgankami. Na krużgankach zachował się zespół renesansowych i gotyckich fresków, a wśród nich Misericordia Domini (ok. 1470, przemalowany w XVI w., otoczony kultem), Św. Augustyn nadaje regułę augustianom” (ok. 1425), Ukrzyżowanie (poł. XVI w.). Jednak najcenniejszym freskiem jest gotycko-renesansowy, cudowny i otoczony szczególnym kultem, wizerunek Matki Boskiej Pocieszenia, znajdujący się w wydzielonej z krużganków kaplicy. Jest to prawdopodobnie najstarszy cudowny wizerunek maryjny w Polsce. Do krużganków przylega również gotycka kaplica św. Doroty, będąca najstarszą częścią kompleksu klasztornego.